# Sants Just i Pastor de Casesnoves

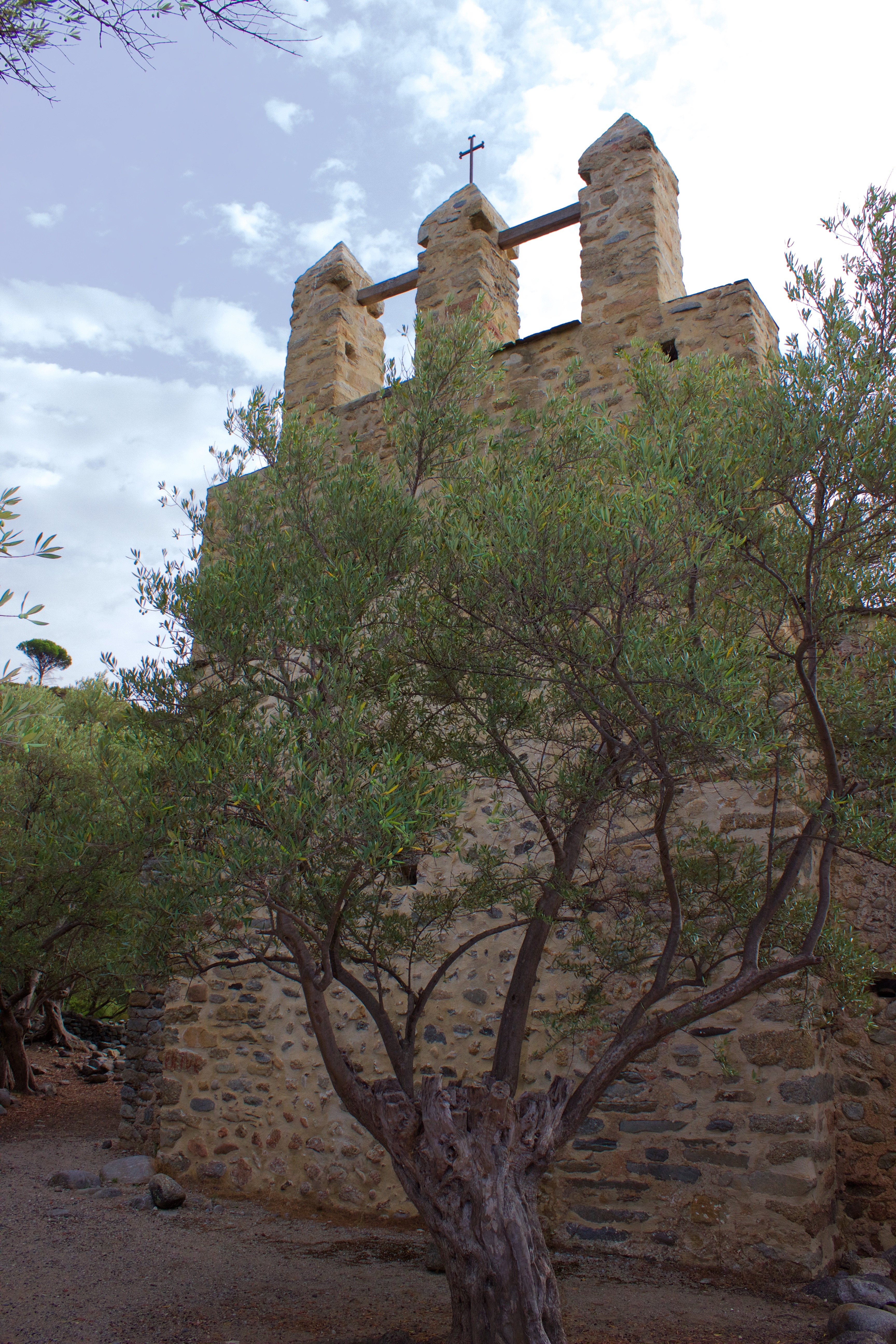
Façana de ponent de l'església

L'església dels Sants Just i Pastor de Casesnoves, o de Sant Salvador, és l'antiga església parroquial del poble desaparegut de Casesnoves, del terme de la vila nord-catalana d'Illa, a la comuna del mateix nom, de la comarca del Rosselló.
Està situada a l'esquerra de la Tet, al nord-oest de la vila d'Illa. És al costat del Castell de Casesnoves.

## Història
Esmentat el 1076 el villarunculo de Casesnoves, l'església, aleshores de Sant Salvador, apareix el 1288, quan s'esmenta Ramon Joan, prevere i capellà de Casesnoves. Convertida en sufragània de Sant Esteve del Pedreguet, es mantingué en actiu fins a la Revolució Francesa.

## L'edifici

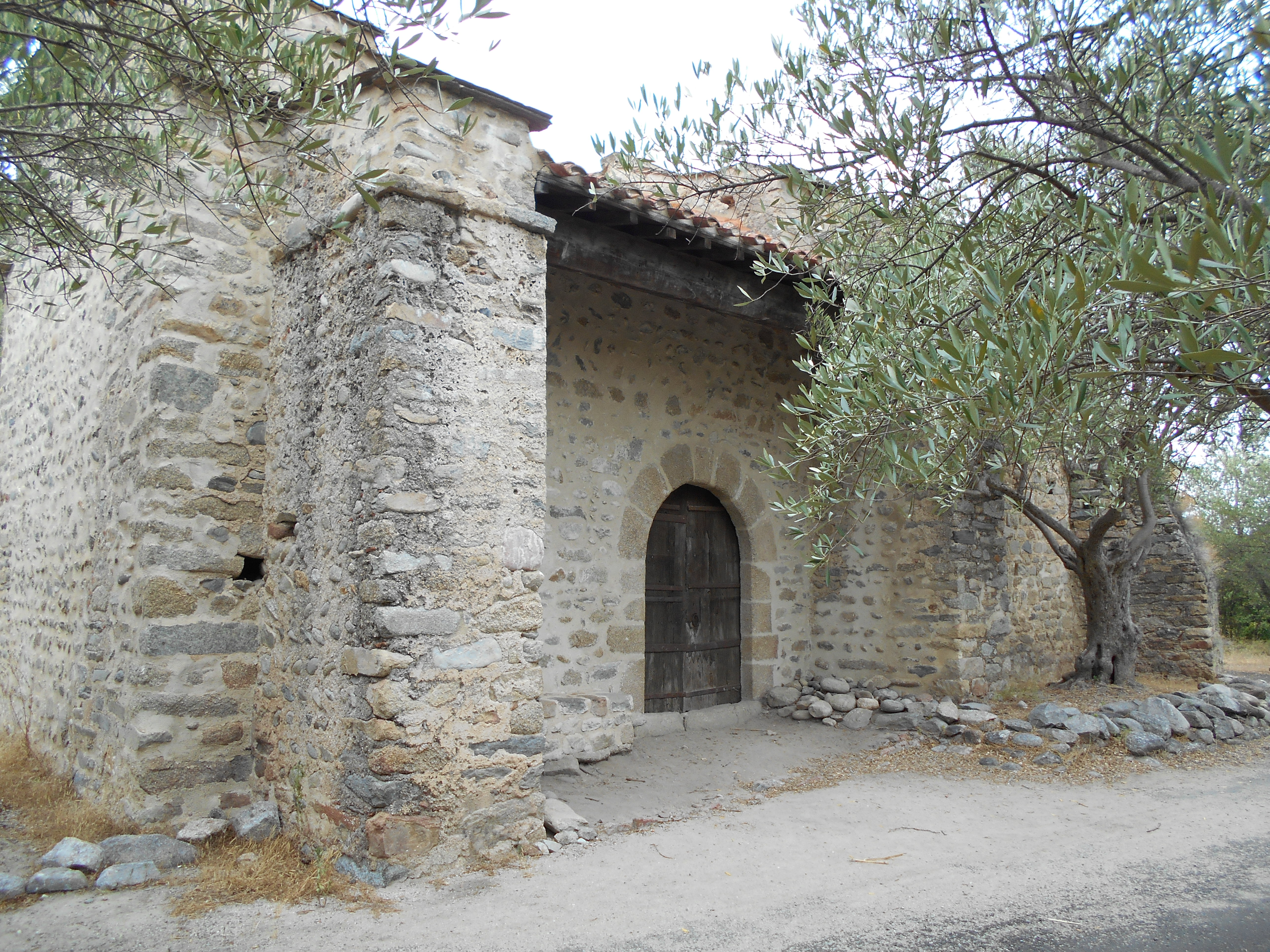
Porxo d'entrada a l'església

És un edifici d'una sola nau, amb absis semicircular a llevant. La nau és coberta amb volta de canó de mig punt, i s'uneix al presbiteri amb un arc triomfal molt ample. Exteriorment, l'absis té unes arcuacions cegues d'estil llombard, però sense lesenes. Una finestra de doble biaix s'obre en el centre de l'absis. La porta original era a migdia, però fou tapiada en allargar la nau un tram al segle xiii, moment en què s'obrí la nova porta feta de marbre rosa a la mateixa façana meridional i es construí un campanar d'espadanya a l'oest.

## Les pintures

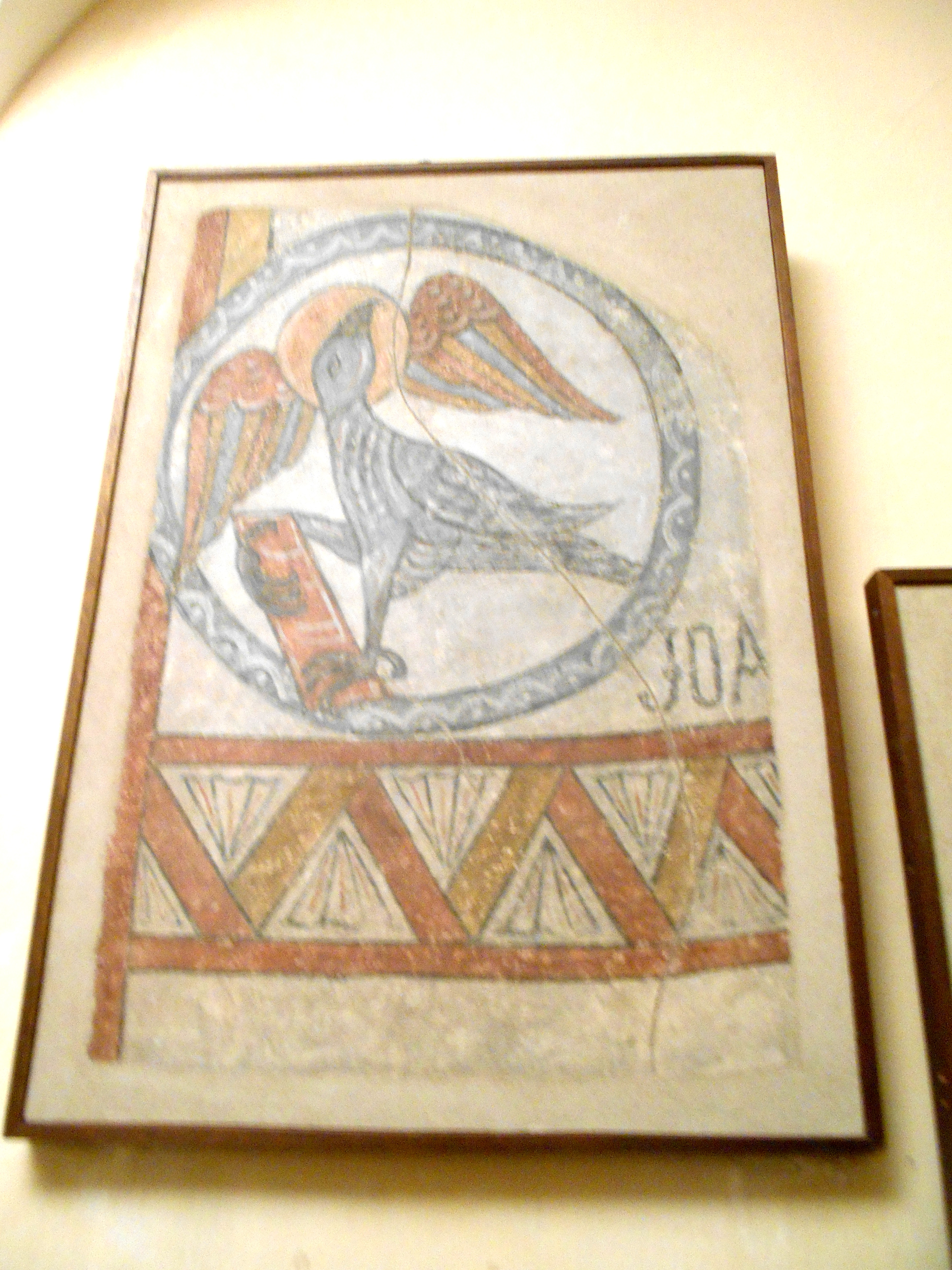
Pintures murals, conservades a l'Hospital d'Illa

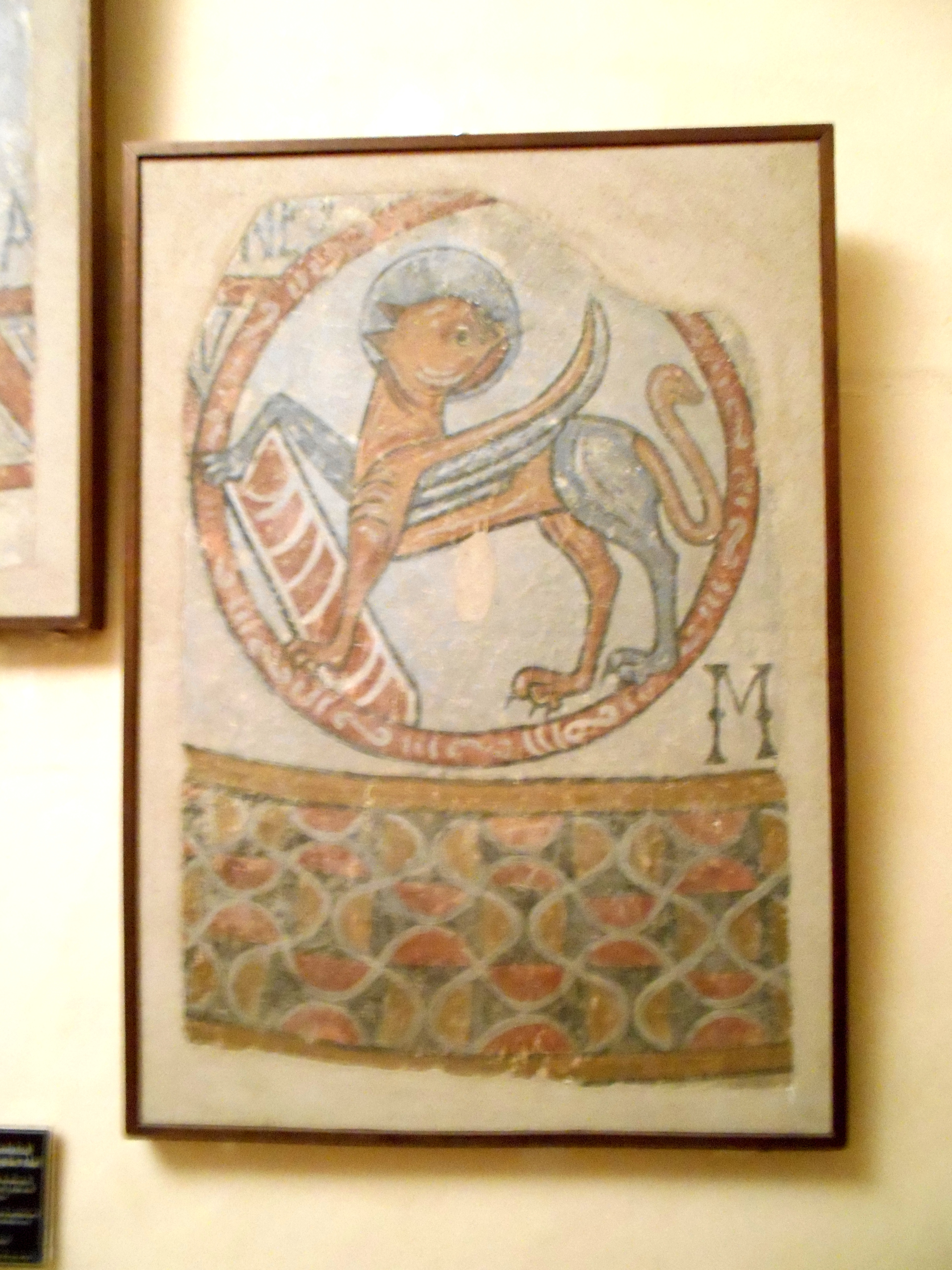
Més pintures

L'església posseïa un bell conjunt de pintures murals que foren objecte d'espoli propiciat per les autoritats locals, i actualment són en col·leccions particulars a la fundació Abegg, prop de Berna i al Museu de Ginebra. L'església havia estat convertida en cortal, i vers el 1954 hi foren descobertes les pintures. Comunicat al batlle d'aquell moment, aquest s'apressà a comunicar-ho a un antiquari, qui les va arrencar i se les va vendre. Alguns fragments encara són a lloc. Es tracta del conjunt de pintures murals més antics de la Catalunya Nord. Són de mitjans del segle xi, una mica anteriors a les de Sant Martí de Fenollar.
A més, al Museu de l'Hôtel de Cluny, de París, es conserva un calze litúrgic del segle xiii que posteriorment fou utilitzat com a lipsanoteca i com a reliquiari.